# Ernesto P. Molmenti
Ernesto Pompeo Molmenti est un chirurgien spécialiste en transplantation d’organes, scientifique et auteur américain,,. Il exerce actuellement à Long Island dans l’État de New York. Il est aussi le directeur d’innovation chirurgicale et vice-président du département de chirurgie de North Shore University Hospital / Northwell Health, et professeur de chirurgie, de médecine et de pédiatrie à Zucker School of Medicine à Hofstra/Northwell,.  Il est réputé  pour le développement de la technique de reconstruction vasculaire nommée “technique de Molmenti”,,.

## Biographie

### Éducation
Ernesto Pompeo Molmenti acheva ses études en combinant le programme d'enseignement universitaire et celui de médecine (MMEDIC) à l'université de Boston et obtient les diplômes BA - licence - et MD - diplôme d’Etat de docteur en médecine. Son clinicat et sa fonction de Chef de clinique se déroulèrent à Barnes-Jewish Hospital - Washington University School of Medicine à St. Louis, et son stage postdoctoral en transplantation d’organes abdominaux pour les patients pédiatriques et les adultes à University of Pittsburgh,. Il consacra 3 ans à la recherche scientifique fondamentale durant son clinicat et une période supplémentaire à la transplantation hépatique et pancréatique durant son fellowship. Ernesto Pompeo Molmenti est pleinement impliqué dans l’enseignement ainsi que dans la recherche clinique et fondamentale,,.

### Carrière
À la suite de son stage il rejoint Baylor University Medical Center and Children’s Medical Center à Dallas au Texas. C’est là-bas qu’il effectua les transplantations hépatiques et du pancréas sur des adultes et celle du foie sur des patients pédiatriques et des adultes. Puis il intégra l’école de médecine de la Johns Hopkins University en tant que professeur agrégé de chirurgie et directeur chirurgical des transplantations hépatiques et du pancréas,. Il a également obtenu son diplôme MBA. Avant de travailler pour Hofstra Northwell, il exerça en tant que professeur de chirurgie et Directeur des transplantations abdominales à l‘Université d’Arizona où il remis en place le programme pédiatrique de transplantation rénale et revitalisa celui de transplantation rénale pour adulte. Il rétablit aussi les programmes de transplantation hépatique pour les patients pédiatriques et les adultes et celui de transplantation du pancréas pour l’adulte,,,. I C’est à l'Université d’Arizona qu’il effectua la première greffe de foie partagé. Le greffon servi à deux transplantations: une petite fille de 6 mois reçu le lobe gauche plus petit et un adulte reçu le lobe droit qui est plus volumineux,.

## Publications et recherches
EPM est auteur et co-auteur de plus de 340 articles scientifiques révisés par des pairs dans des revues telles que le New England Journal of Medicine, The Lancet, Proceedings of the National Academy of Sciences of the United States of America, Journal of Biological Chemistry, Journal of Clinical Investigation, Journal of Experimental Medicine, Journal of Immunology, Annals of Surgery, Journal of the American College of Surgeons, American Journal of Transplantation, Journal of Pediatric Surgery, Journal of Surgical Research, Langenbeck's Archives of Surgery, Liver Transplantation, Pediatric Transplantation, Radiology, Surgery, et Transplantation,. Il est aussi l’auteur de 8 ouvrages : Atlas of Liver Transplantation (traduit en mandarin et japonais), Intestinal and Multivisceral Transplantation, Kidney and Pancreas Transplantation (traduit en espagnol), Thyroidectomy: Anatomical Basis of Surgical Technique (traduit en espagnol), and Liver Transplantation (en cours d’impression, McGraw Hill). Ernesto Pompeo Molmenti a publié, en tant que premier auteur, ses observations et ses découvertes sur «L’incidence  syndromique du carcinome ovarien après transplantation hépatique, non décrite auparavant, avec une référence spéciale au cancer du sein antérieur»,. Ernesto Pompeo Molmenti a récemment proposé (publication dans le journal The Lancet, 2018) une nouvelle approche pour gérer les dons dirigés d’organes et les paramètres médicaux de la chaîne donneurs-receveurs de rein incompatibles,. Durant son séjour à la Johns Hopkins University, le Collège américain des chirurgiens lui décerna une bourse de recherche ainsi que le prix “Bernard Amos young Investigator” pour son travail sur la caractérisation protéomique du rejet de transplantation d’organe,,,. Ce travail a également été présenté lors d’une conférence spéciale au congrès américain de transplantation à Boston en 2004.